# Jakob Sket
Jakob Sket, slovenski pisatelj, pedagog in urednik, *  2. maj 1852, Mestinje (občina Šmarje pri Jelšah), † 11. april 1912, Trnja vas pri Celovcu.

## Življenjepis
Rodil se je očetu Juriju in materi Barbari.
Sket je v Gradcu študiral slovenščino, nemščino in klasično filologijo ter prav tam 1878 tudi doktoriral. Po doktoratu se je zaposlil na celovški gimnaziji, kjer je ostal do upokojitve leta 1908. Po njegovi zaslugi je za slovenske dijake postala slovenščina maturitetni predmet. Sket je nadaljeval delo A. Janežiča, sestavljal šolska berila in slovnice za vse razredne stopnje. Predelal je Janežičevo Slovensko slovnico, ki je v petih izdajah izšla od leta 1889 do 1911, in sestavil dve slovenski vadnici za Nemce ter slovensko-nemški in nemško-slovenski slovarček. Od leta 1881 do 1886 je bil urednik časopisa Kres, od 1889 do 1906 pa Mohorjeve družbe v Celovcu, od 1911 tudi njen ravnatelj.

## Literarno delo
Prva literarna dela je Sket objavljal v Kresu: avtobiografski roman Milko Vogrin, noveli Žrtva ljubosumnosti in Slika in srce. Pisal je tudi literarnozgodovinske spise o starejših slovenskih delavcih in o Mohorjevi družbi. Osrednje Sketovo leposlovno delo je povest iz turških časov,  Miklova Zala (Celovec, 1884). Dosegla je izjemen uspeh, večkrat je bila tudi dramatizirana, postala je ena izmed najbolj priljubljenih ljudskih iger.